# Общественный дом (Прага)
Общественный дом (чеш. Obecní dům) — здание в Праге (Чехия) на площади Республики.

## История
Построен на месте старого королевского дворца, служившего резиденцией чешских королей в XIV—XV веках. Начат строительством в 1905 году, закончен в 1912 году. После двух неудачных конкурсов проектирование предоставлено Освальду Поливке и Антонину Бальшанеку. В оформлении участвовали выдающиеся чешские художники: мозаичное панно на фасаде выполнено Карелом Шпилларом, другие элементы декора принадлежат Ладиславу Шалоуну, Йозефу Маржатке, Карелу Новаку и другим. Над росписью интерьеров работали Альфонс Муха, Ян Прейслер, Макс Швабинский. Всё оформление здания проникнуто тематикой национального возрождения.

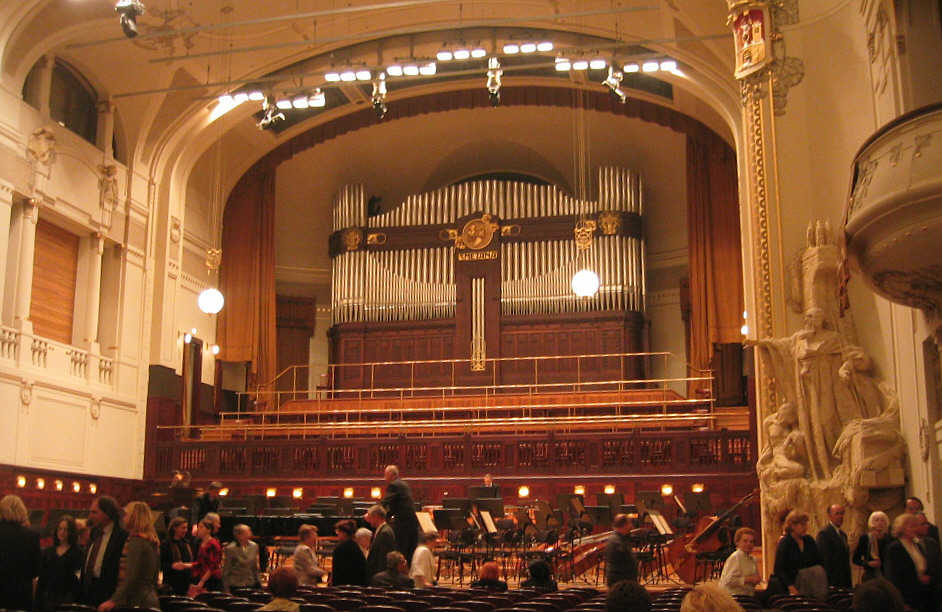
Концертный зал

В 1918 году здесь заседал Национальный комитет Чехословакии — первый представительский орган нового государства. 28 октября 1918 года в Общественном доме была провозглашена независимость Чехословакии. 13 ноября 1918 года принята Временная конституция Чехословацкой республики.
В ноябре 1989 года здесь состоялись первые переговоры коммунистического правительства Чехословакии с представителями Гражданского форума во главе с Вацлавом Гавелом.
В настоящее время Общественный дом используется главным образом как место проведения концертов. Его главный зал носит имя чешского композитора Бедржиха Сметаны и является одной из основных концертных площадок Международного музыкального фестиваля «Пражская весна».